# Eugen Wullschleger

Eugen Wullschleger

Eugen Wullschleger (* 8. Januar 1862 in Basel; † 30. August 1931 in Riehen) war ein Schweizer Politiker (SP).

## Leben
Eugen Wullschleger absolvierte nach dem Besuch des Gymnasiums in Basel eine kaufmännische Lehre, da er sich ein Studium nicht leisten konnte. Als Kommis in Bern schloss er sich dem Grütliverein an. 1886 war er Mitbegründer des Basler Arbeiterbunds. Im gleichen Jahr wurde er als einziger Vertreter der Arbeiterorganisationen in den Grossen Rat des Kantons Basel-Stadt gewählt, dem er bis 1902 und nochmals von 1920 bis 1931 angehörte. 1888 war er an der Gründung der Sozialdemokratischen Partei der Schweiz beteiligt, die er 1891–1893 präsidierte. Bei den Parlamentswahlen 1896 wurde er als erster Basler Sozialdemokrat in den Nationalrat gewählt, dem er bis 1902 und abermals von 1912 bis 1917 angehörte. Von 1902 bis 1920 war er der erste basel-städtische Regierungsrat seiner Partei. 1925 gewann er zudem als erster Sozialdemokrat den Ständeratssitz seines Kantons, den er 1928 wieder einbüsste.